# 小池昌次
小池 昌次（こいけ しょうじ、1892年（明治25年）8月8日 - 1973年（昭和48年）12月16日）は、大日本帝国陸軍軍人。最終階級は陸軍少将。功四級。

## 経歴
1892年（明治25年）に愛知県で生まれた。陸軍士官学校第26期卒業。1939年（昭和14年）3月9日に陸軍騎兵大佐進級と同時に陸軍騎兵学校教導隊長に着任。1940年（昭和15年）12月に騎兵第26連隊長（北支那方面軍・駐蒙軍・騎兵第4旅団）に転じ、日中戦争に出動した。
1944年（昭和19年）8月1日、陸軍少将進級と同時に東部軍司令部附となった。同年8月8日に大阪連隊区司令官に就任し、1945年（昭和20年）3月31日に大阪地区司令部附に転じた。終戦後の8月30日に大阪連隊区司令官兼大阪地区司令官に就任した。
1947年（昭和22年）11月28日、公職追放仮指定を受けた。